# Jean-Sébastien Couloumiès
Jean-Sébastien Couloumiès (dit Bunny), né le 19 décembre 1946 à Béziers, est un pilote de rallye français.

## Biographie
Son meilleur résultat en WRC a été une sixième place au rallye du Portugal en 1986, sur Peugeot 205 GTI.
Il a également terminé 4e du tour de France automobile en 1978 sur Opel Kadett GT/E, associé Jean-Bernard Vieu.

## Titre
- Champion de France des rallyes du Groupe 3 (A): 1983, sur Opel Manta;

## Classements en championnat de France asphalte D1
- 3e en 1983, sur Opel Manta du Groupe 3 (A);
- 5e en 1976, sur Opel Kadett GT/E & Opel Ascona;
- 5e en 1982, sur Opel Ascona;
- 6e en 1978, sur Opel Kadett GTE du Groupe 2.

## Podiums en championnat de France asphalte D1
- 2e du rallye du Mont-Blanc en 1978;
- 3e du critérium Jean Behra en 1976.

## Victoires en Groupe 3
- Critérium Alpin (1983);
- Tour de Corse (1983; 8e au général);
- Rallye Terre de Provence (1983);
- Rallye des 1000 Pistes (1983);

## Victoire en Groupe 2
- Ronde Cévenole (1972) (sur Renault 12 Gordini);
- Ronde Cévenole (1976);
- Tour de France automobile (1978).